# 鈴木智絵
鈴木 智絵（すずき ちえ、1969年9月25日)は、神奈川県出身の女優。血液型AB型。身長は165cm、スリーサイズはB84cm、W61cm、H89cm。S24.5cm。
元劇団四季団員。SOSモデルエージェンシー所属。

## 来歴・人物
- 特技・資格

普通自動車免許
大型自動二輪免許（Kawasaki　VERSYS650)
ダンス（バレエ・ジャズ）、歌唱
- 趣味

バイク

## 出演

### 舞台
劇団四季
- 『クレイジー・フォー・ユー』テス（メイン）(1993年)
- 『コーラスライン』ジュディ、シーラ（メイン) (1995年)
- 『エクウス』ジル（メイン）(1995年)
- 『ジーザス・クライスト・スーパースター』海外公演メンバー

その他
- 『赤毛のアン』アン、マリラ（メイン）
- 『兵士の物語』王女（メイン）
- 『セロ弾きのゴーシュ』ねこ（メイン）
- 『ミー＆マイガール』

### 映画
- 「闇金ウシジマくん2」監督 山口雅俊　睦美役

### テレビドラマ
- 離婚妻探偵2（TBS） - ゲスト
- サギ師リリ子（テレビ東京） - ゲスト
- ハンチョウ〜警視庁安積班〜（TBS） - 南の妻 役
- 梅ちゃん先生（NHK） - 朱美 役
- 仮面ライダーウィザード（テレビ朝日） - 及川の妻 役
- おとり捜査官・北見志穂19（2015年9月12日、テレビ朝日） - 白木敦子 役

### その他
- Memory（3Dショートムービー）
- 極道の代紋
- NHK NHKスペシャル『遷宮』第1回「伊勢神宮～アマテラスの謎～」  第２回「二つの遷宮～伊勢と出雲のミステリー～」
- NHK「ひとりでできるもん」振付
- むこうぶち10(オリジナルビデオ)　監督 片岡修二